# Vitellius
Aulus Vitellius, (12. eller 24. september 15 – 22. december 69), kendt som Vitellius, var romersk kejser i ”firekejseråret” 69.
Han stammede fra en romersk adelsfamilie, stod som ung kejser Tiberius’ kreds nær, og tilpassede sig skiftende regimer, mens han havde flere embedsposter i provinsen. Under Galba udnævntes han 68 til guvernør i Nedre Germanien (områderne ved den nedre del af Rhinen løb; midt-vestlige Tyskland, Holland og Belgien) trods ringe militær erfaring, og rejste snart oprør mod kejseren, kort før denne myrdedes af Otho. Vitellius’ hære fik snart overtaget over Otho, og efter dennes selvmord holdt han indtog i Rom i sommeren 69 og udnævntes til kejser.
Vitellius’ korte regering blev en fuldstændig fiasko. Det er svært at bedømme den retfærdigt, da alle bevarede historieværker er énsidigt vendt imod ham. Han fremstilles som en doven, forgældet, fråsende levemand med tilbøjelighed til grusomhed og tyranmanerer og uden militære eller politiske talenter. Det vides dog, at han søgte at forny prætorianergarden og at udnævne embedsmænd af ridderstanden, samt prøvede at blive populær hos de kredse som havde støttet Nero. 
Vespasians oprør gjorde en ende på Vitellius’ styre. Skønt kejserens tropper var langt talrigere, udmanøvreredes de af oprørerne. Vespasians styrker invaderede Italien i efteråret 69 og vandt to afgørende sejre, i december stormedes Rom, Vitellius blev fanget i forklædning og torteret ihjel på Forum.
Skønt Vitellius’ eftermæle skyldes sejrherrerne, og derfor udmærket kan være overdrevet, synes det dog klart, at han savnede militære evner i den kritiske situation.